# It’s a Heartache
«It’s a Heartache» (с англ. — «Это душевная боль») — песня, записанная валлийской певицей Бонни Тайлер для её второго студийного альбома Natural Force (1978).
Песня получила положительные отзывы от музыкальных критиков. Она достигла третьей строчки в чарте США и четвёртой в Соединённом Королевстве. С продажами свыше шести миллионов копий, песня является одним из самых успешных и продаваемых синглов певицы за всю карьеру. Тайлер несколько раз переиздавала песню, особенно успешной была версия двуязычного дуэта с французской певицей Карин Антонн в 2004 году.

## История
Отчётливый хриплый призвук появился у Бонни Тайлер после операции на голосовых связках в 1976 году, которая потребовалась в силу того, что выступления в ночных клубах в её родном Уэльсе привели к узелкам на голосовых связках. Именно такому голосу приписывают успех этой песни и в целом последующую очень успешную карьеру певицы.
Песня была написана менеджерами певицы Ронни Скоттом и Стивом Вулфом. Тогда в 70-е годы они были авторами большинства песен на её альбомах.
В оригинальном исполнении Тайлер песня вышла отдельным синглом в ноябре 1977 года. Песня достигла 1-го места в Канаде, Франции, Швеции, Норвегии, Австралии, Новой Зеландии, Бразилии, в США была на 3-м месте, в Великобритании на 4-м.
Потом песню перепевали другие артисты, но не так успешно. Джус Ньютон в 1978 году добралась со своей версией до 86-го места в США, а Ронни Спектор (бывшая участница Ronettes) примерно в то же время песню записала, но в чартах с ней не отметилась.

## Позиции в хит-парадах
Еженедельные чарты:
| Хит-парад (1977—1978)               | Высшая позиция |
| ----------------------------------- | -------------- |
| Аргентина (Prensario)               | 1              |
| Австралия (Kent Music Report)       | 1              |
| Австрия (Ö3 Austria Top 40)         | 3              |
| Бразилия (BPRA Top 10)              | 1              |
| Канада (RPM 100 Singles)            | 1              |
| Канада (RPM Adult Contemporary)     | 1              |
| Финляндия (Suomen virallinen lista) | 1              |
| Франция (SNEP)                      | 1              |
| ФРГ (GfK)                           | 2              |
| Нидерланды (Dutch Top 40)           | 3              |
| Ирландия (IRMA)                     | 3              |
| Норвегия (VG-lista)                 | 1              |
| Новая Зеландия (Recorded Music NZ)  | 4              |
| ЮАР (Springbok Radio)               | 2              |
| Испания Promusicae                  | 1              |
| Швеция (Sverigetopplistan)          | 1              |
| Швейцария (Schweizer Hitparade)     | 3              |
| Великобритания (OCC UK Singles)     | 4              |
| США (Billboard Rack Singles)        | 2              |
| США (Billboard Adult Contemporary)  | 10             |
| США (Billboard Hot 100)             | 3              |
| США (Billboard Hot Country Songs)   | 10             |
| США (Cash Box Top 100)              | 3              |

## Сертификации и продажи
| Регион | Сертификация | Продажи    |
| --- | ------------ | ---------- |
| Австралия (ARIA) | Золотой      | 50,000^    |
| Великобритания (BPI) | Золотой      | 500 000^   |
| Канада (Music Canada) | Золотой      | 75 000^    |
| США (RIAA) | Золотой      | 1 000 000^ |
| Франция (SNEP) | Платиновый   | 1 107 000  |
| * Данные о продажах приведены только на основе сертификации. ^ Данные о тиражах приведены только на основе сертификации. |              |            |